# 規則 (EU)
欧州連合法における規則（きそく、英: Regulation）とは、すべての加盟国に対して直接的に効力を有する法の形態。したがって、国内の関連法の整備を求める指令 (英: Directive) のような国内法化 (英: Transposition) を通じてしか間接的な効力を持たない法形態とは異なる。

## 根拠
規則の制定についての法的根拠となっているのは欧州連合機能条約 (TFEU) 第288条である。

## 作用
規則は議会制定法とほぼ同等のものである。そのため規則は欧州連合の法の数ある形態の中で最も強力なものの1つとされており、起草や制定には細心の注意が求められる。
効力を有するようになると、規則は同じ案件を扱う国内法に優先するようになり、またその後の国内法の制定にあたっても規則に適合したものでなければならない。加盟国は規則の直接的効力を妨げることが禁じられており、また規則の発効にあたっては、関連する案件を扱った国内法を定めている。